# Truckfighters
Truckfighters est un groupe de stoner rock suédois, originaire de Örebro. La carrière du groupe commence avec la sortie de deux EP en 2001 et 2002, ainsi que d'un split-EP avec le groupe suédois Firestone en 2003.

## Biographie
En 2005, le groupe sort son premier album Gravity X sur les labels MeteorCity et Fuzzorama Records,. Phi devient le second opus du groupe en 2007. Le troisième album du groupe, Mania, sort en 2009. Au fil des années, le style musical de Truckfighters évolue d'un stoner rock classique à un heavy metal plus progressif.
En 2011, le groupe sort un album vinyle appelé Hidden Treasures of Fuzz - The Anniversary of the Century. Ce disque est en fait une réédition de leurs deux EP parus en 2001 (Desert Cruiser EP) et 2002 (Heading for Gods Warehouse EP). Le film Truckfighters - Fuzzomentary réalisé par Joerg Steineck et Christian Maciejewski, et sorti en 2011, est un documentaire divertissant et ironique présentant la vie du groupe.
Le quatrième album du groupe, Universe, sort début 2014. Leur dernier album, V, sort le 30 septembre 2016. Le 21 février 2018, le groupe annonce sa séparation sur Facebook.

## Style musical
Le style musical du groupe s'apparente à celui de la scène desert rock et de groupes comme Dozer, Fu Manchu ou Kyuss, avec des mélodies et solos de guitare utilisant largement le fuzz.

## Membres

### Derniers membres
- Ozo (Oskar Cedermalm) - basse, chant
- Dango (Niklas Källgren) - guitare
- El Danno (Daniel Israelsson) - batterie

### Anciens membres
- Pezo (Oscar Johansson) - batterie
- Frongo (Fredrik Larsson) - batterie (2010–2011)
- Pedro (Pär Hjulström) - batterie (2009–2010)
- Fredo (Winfred Kennerknecht) - guitare (-2008)
- Paco (Andreas von Ahn) - batterie (-2008)
- Franco (Fredrik Nilsson) - guitare
- Poncho (Andre Kvarnström) - batterie
- Enzo (Axel Larsson) - batterie

## Discographie

### Albums studio
- 2005 : Gravity X (MeteorCity Records/Fuzzorama Records)
- 2007 : Phi (Fuzzorama Records/Poison Tree Records)
- 2009 : Mania (Fuzzorama Records/Rough Trade Records)
- 2014 : Universe (Fuzzorama Records/Rough Trade Records)
- 2016 : V (Fuzzorama Records/Century Media Records)

### EP
- 2001 : Desert Cruiser EP
- 2002 : Heading for Gods Warehouse EP'
- 2003 : Truckfighters vs. Firestone - Fuzzsplit of the Century (split CD EP/12" EP avec Firestone) (Fuzzorama Records)
- 2004 : Truckfighters do Square - Square do Truckfighters (split 7" avec Square) (Fuzzorama Records)
- 2011 : Hidden Treasures of Fuzz (Fuzzorama Records)

### Compilations
- 2004 : Analougus sur The Ultimate Fuzzcollection Volume One (Fuzzorama Records)
- 2007 : Freewheelin' sur Road to Nowhere (Poison Tree Records)
- 2007 : In Search of (The) sur ...And Back to Earth Again: Ten Years of MeteorCity (MeteorCity)